# Gradonačelnik
Gradonačelnik (pov. "načelnik") je dužnosnik koji se nalazi, najčešće, na čelu mjesne zajednice ili  samouprave odnosno čelnik je njezine izvršne vlasti. Ovlasti gradonačelnika, njegova odgovornost, način izbora i dužnosti vise o državi, njezinom upravnom ustroju, stupnju autonomije koje ima mjesna zajednica u odnosu na središnju vlast, i slično. Gradonačelnik može biti osoba koju neposredno biraju građani koje predstavlja, tijela kojima odgovara ili neka ina tijela ili skupina osoba. Gradonačelnik može vršiti stvarnu vlast, a također može imati i samo ceremonijalnu ulogu.